# Diamonds - Her greatest hits
«Diamonds - Her Greatest Hits» ("Diamantes - sus grandes éxitos", en español) es el primer álbum compilatorio de la cantante alemana C.C. Catch publicado en 1988. El álbum en sus versiones de vinilo y casete contiene 10 canciones estilo eurodisco, todas ellas compuestas, arregladas y producidas por el alemán Dieter Bohlen entre 1985 y 1988. En el formato disco compacto el álbum contiene 14 canciones.

## Lista de canciones
Todas las canciones escritas y compuestas por Dieter Bohlen. 
| N.º | Título                                              | Duración |  |
| 1.  | «House of Mystic Lights» (Long Version - Dance Mix) | 4:08     |  |
| 2.  | «Are You Man Enough»                                | 3:27     |  |
| 3.  | «'Cause You Are Young»                              | 3:00     |  |
| 4.  | «Don't Shoot My Sheriff Tonight» (Bonus Track)      | 3:05     |  |
| 5.  | «Heartbreak Hotel»                                  | 3:34     |  |
| 6.  | «Soul Survivor»                                     | 3:43     |  |
| 7.  | «Strangers by Night»                                | 3:50     |  |
| 8.  | «I Can Lose My Heart Tonight»                       | 3:50     |  |
| 9.  | «Heaven and Hell»                                   | 3:38     |  |
| 10. | «Do You Love As You Look» (Bonus Track)             | 3:30     |  |

## Posición en las listas
| Chart 1988 | Máxima Posición |
| ---------- | --------------- |
| Alemania   | 43              |

## Créditos
- Música: Dieter Bohlen
- Letra: Dieter Bohlen
- Arreglos: Dieter Bohlen
- Producción: Dieter Bohlen
- Coproducción: Luis Rodriguez (canciones: 1, 2, 4, 6, 9, 10)
- Publicación: Hansa/Hanseatic
- Distribución: BMG Records
- Dirección de Arte: Manfred Vormstein
- Diseño: Ariola-Studios
- Fotografía: Herbert W. Hesselmann